# Вианна, Гашпар
Гашпар де Оливейра Вианна (порт.-браз. Gaspar de Oliveira Vianna; 11 мая 1885, Белен — 14 июня 1914) — бразильский врач и учёный-патолог, патологоанатом, бактериолог.

## Биография
Окончил медицинскую школу. В октябре 1909 года, Освальдо Крус пригласил его для работы в области анатомопатологических исследований. Тогда же он написал первые фундаментальные работы по патогенезу американского трипаносомоза.
В 1911 году Вианна открыл, как паразит Trypanosoma cruzi проникает в организм позвоночных, размножается и возвращается в кровь.
Вианна также описал нарушения, вызванные заболеванием вегетативной нервной системы, и провёл первые наблюдения за повреждением миокарда.
В 1911 году, во время исследований болезни Шагаса, Вианна обнаружил новый род паразитических протистов лейшмании, Leishmania brasiliensis, вызывающих лейшманиозы, простейший, ответственный за вегетативный лейшманиоз или кожно-слизистый лейшманиоз.
Изучая образцы лейшманий, полученных из поражений кожи у пациента, жившего в Сан Жоау де Алем Параиба (São João de Além Paraiba), штат Минас-Жерайс, пришёл к выводу, что паразит отличается от L. tropica. Он назвал новый вид lapsus calami Leishmania braziliensis.
Он также обнаружил действие антимонилтартрата калия, первого эффективного лекарственного средства, используемого при лечении этого заболевания и венерической гранулёмы.
С 1913 года работал на медицинском факультете Федерального университета Рио-де-Жанейро.
Умер в возрасте 29 лет от острой туберкулёзной инфекции (менингита), случайно заразившись во время вскрытия, уколовшись гнойным материалом.
В честь Вианна назван один из подвидов лейшмании — Leishmania (Viannia) spp.